# Università Nazionale d'Irlanda (Galway)
L'Università di Galway (in irlandese: Ollscoil na Gaillimhe; in inglese: University of Galway), è l'università della città di Galway. È stata fondata nel 1845 con il nome di Queen's College, Galway poi conosciuta con il nome di University College, Galway, e successivamente (fino all'estate del 2022) come Università Nazionale d'Irlanda a Galway (in irlandese: Ollscoil na hÉireann, Gaillimh o OÉ Gaillimh; in inglese: National University of Ireland o Galway (NUI Galway)). 
L'università fa parte oggi del sistema universitario organizzato come federazione che prende il nome di Università Nazionale d'Irlanda. L'università è oggi considerata la massima istituzione culturale della città.